# Апанус (окръг, Айова)
Окръг Апанус (на английски: Appanoose County) е окръг в щата Айова, Съединени американски щати. Площта му е 1288 квадратни километра, а населението – 12 887 души (по преброяване от април 2010 г.). Административен център е град Сентървил.